# Stan Van Tricht
Stan Van Tricht (né le 20 septembre 1999 à Louvain) est un coureur cycliste belge.

## Biographie
Stan Van Tricht commence le cyclisme à l'âge de neuf ans au club Olympia Tienen. Son frère Floris est également coureur cycliste,.

### Junior et espoir
En 2017, il remporte notamment une étape du Trophée Víctor Cabedo et de la Ster van Zuid-Limburg, sous les couleurs de l'équipe Fort Young. Il se classe troisième d'une étape de la Course de la Paix juniors et quatrième du Tour de Haute-Autriche juniors, avec sa sélection nationale. L'année suivante, il intègre le club VL Technics-Experza-Abutriek pour ses débuts espoirs (moins de 23 ans), tout en suivant des études de bioingénieur. Au mois de mai, il termine onzième et meilleur jeune du Tour de la Bidassoa en Espagne. 
En 2019, il se distingue dans les classiques en terminant dixième du Tour des Flandres espoirs et de Liège-Bastogne-Liège espoirs, sous les couleurs de GM Recycling. La même année, il s'impose sur une étape de l'Olympia's Tour, où il se classe troisième au général. Il rejoint ensuite l'équipe continentale néerlandaise SEG Racing Academy en 2020, qui forme des jeunes coureurs de moins de 23 ans. Au cours d’une saison perturbée par la pandémie de Covid-19, il s'impose à trois reprises sur des épreuves régionales belges. Lors de la saison 2021, il se classe deuxième de la Coppa della Pace, ainsi que troisième du Grand Prix International de Rhodes et du Tour international de Rhodes et remporte la Gullegem Koerse.

### Quick-Step (2022-2023)
Il intègre la formation Quick-Step Alpha Vinyl pour les années 2022 et 2023, après avoir été stagiaire au sein de l'équipe la saison précédente. Toutefois, il ne remporte aucune victoire pendant ces deux saisons sous les couleurs de la Wolfpack.

### Alpecin-Deceuninck (depuis 2024)
Il annonce à la fin du mois de septembre 2023 s'engager pour 2024 avec Alpecin-Deceuninck. En fin de saison 2024, il remporte la Coppa Bernocchi, sa première victoire sur une course de l'UCI ProSeries, gagnant le sprint des sept coureurs membres de l'échappée.

## Palmarès
| - 2017 - 2e étape du Trophée Víctor Cabedo - 1re étape de la Ster van Zuid-Limburg - 2e du Keizer der Juniores - 2019 - 2e étape de l'Olympia's Tour - 3e de l'Enfer de Voerendaal - 3e de l'Olympia's Tour - 2020 - 3e étape de l'Arden Challenge - 2021 - Circuit de Valkenswaard - Gullegem Koerse - 2e de la Coppa della Pace - 3e du Grand Prix International de Rhodes - 3e du Tour international de Rhodes | - 2023 - 2e d'À travers le Hageland - 2e du Tour de Louvain-Mémorial Jef Scherens - 2024 - Coppa Bernocchi - 3e du Mémorial Fred De Bruyne |

## Classements mondiaux
| Année                                 | 2021 | 2022 | 2023 | 2024 |
| ------------------------------------- | ---- | ---- | ---- | ---- |
| Classement mondial                    | 385e | 403e | 250e | 382e |
| UCI Europe Tour                       | 318e | 323e | nc   | nc   |
|                                       |      |      |      |      |
| Légende : nc = non classéSource : UCI |      |      |      |      |